# Denise Lioté
 (février 2025).
La mise en forme du texte ne suit pas les recommandations de Wikipédia : il faut le « wikifier ».
Les points d'amélioration suivants sont les cas les plus fréquents :
- Les titres sont pré-formatés par le logiciel. Ils ne sont ni en capitales, ni en gras.
- Le texte ne doit pas être écrit en capitales (les noms de famille non plus), ni en gras, ni en italique, ni en « petit »…
- Le gras n'est utilisé que pour surligner le titre de l'article dans l'introduction, une seule fois.
- L'italique est rarement utilisé : mots en langue étrangère, titres d'œuvres, noms de bateaux, etc.
- Les citations ne sont pas en italique mais en corps de texte normal. Elles sont entourées par des guillemets français : « et ».
- Les listes à puces sont à éviter, des paragraphes rédigés étant largement préférés. Les tableaux sont à réserver à la présentation de données structurées (résultats, etc.).
- Les appels de note de bas de page (petits chiffres en exposant, introduits par l'outil «  Source ») sont à placer entre la fin de phrase et le point final[comme ça].
- Les liens internes (vers d'autres articles de Wikipédia) sont à choisir avec parcimonie. Créez des liens vers des articles approfondissant le sujet. Les termes génériques sans rapport avec le sujet sont à éviter, ainsi que les répétitions de liens vers un même terme.
- Les liens externes sont à placer uniquement dans une section « Liens externes », à la fin de l'article. Ces liens sont à choisir avec parcimonie suivant les règles définies. Si un lien sert de source à l'article, son insertion dans le texte est à faire par les notes de bas de page.
- La présentation des références doit suivre les conventions bibliographiques. Il est recommandé d'utiliser les modèles {{Ouvrage}}, {{Chapitre}}, {{Article}}, {{Lien web}} et/ou {{Bibliographie}}. Le mode d'édition visuel peut mettre en forme automatiquement les références.
- Insérer une infobox (cadre d'informations à droite) n'est pas obligatoire pour parachever la mise en page.

Pour une aide détaillée, merci de consulter Aide:Wikification.
Si vous pensez que ces points ont été résolus, vous pouvez retirer ce bandeau et améliorer la mise en forme d'un autre article.
Denise Lioté, née le 24 mai 1925 dans 10e arrondissement de Paris et morte le 29 janvier 2018 au même endroit, est une artiste-peintre française.
Son œuvre évolue du figuratif allusif vers l'abstraction lyrique. Elle est inspirée par la nature, puis évolue vers une quête spirituelle. Elle explorera la lumière, jusqu'à son dernier jour.

## Biographie
Née à Paris en 1925, Denise Lioté commence sa formation artistique à l’âge de 19 ans. Elle intégre l’École des Beaux-Arts de Paris, puis l’École Nationale des Arts Décoratifs. 
Elle est fascinée par Paul Cézanne, s’inspire de Pierre Bonnard, Fernand Léger, Georges Braque. Elle rencontre Édouard Pignon, et visite ses ateliers grâce à son travail d’interprète pour un journaliste américain.

### Les jeunes années
Dans les années 1950, elle découvre les œuvres de Maria Helena Vieira da Silva et Nicolas de Staël. Sa peinture devient figurative suggestive, explorant des thèmes urbains. Les structures sont omniprésentes, la matière est dense. Elle expose, en 1959, à la Galerie Bellechasse à Paris (« Nouvelles cantates de Théo Kerg et groupe de mai »).
À partir des années 1960, elle s’intéresse aux quatre éléments (eau, feu, terre, air), peint des compositions de plus en plus vastes et abstraites. Elle se concentre sur des représentations de racines et souches d'arbres, expose dans des villes européennes : Paris, Bruxelles, Nancy et Le Havre. 
Elle est influencée par la pensée poétique de Gaston Bachelard. En 1968, elle rencontre le peintre Léon Zack : il l’oriente vers une expression picturale et spirituelle plus libre.

### Les grands espaces
En 1970, elle séjourne aux États-Unis et au Canada, notamment à Montréal et New York et en subira l'influence. Encouragée par le peintre Julian E. Levi, elle participe à des expositions : une au Museum Cultural Center de New York, une autre au Salon de l'American Academy of Arts. 
En 1972, de retour des USA, elle expose à la Galerie Christiane Colin. Elle est remarquée par le critique d'art Henry Galy-Carles.
Durant les années 1980, Denise Lioté approfondit les influences des décennies précédentes, notamment celles de Léon Zack. Elle se lie d'amitié avec sa fille, Irène Zack, et Vera Pagava, commence une peinture méditative et transparente, intégre des structures géométriques et aériennes. En 1987, elle expose avec ces deux artistes chez Renée Moineau, aux côtés du sculpteur Gérard Lardeur. Elle continue d'explorer les éléments et les formes géométriques ; les lignes commencent à s’effacer au profit de mouvements.

### Vers une abstraction totale
Au début des années 1990, son art devient abstrait et introspectif. Ses tableaux jouent sur des contrastes entre couleurs chaudes et froides, par glacis délicats. Cette technique lui permet de superposer des couches transparentes, révéler des jeux de lumière et de profondeur, donner une impression de vibration ou de mouvement.
Elle lit Vassily Kandinsky, sa théorisation de l’abstraction, et est influencée par les réflexions d’Hubert Reeves. Elle présente des toiles de grand format, expose à nouveau aux côtés de Gérard Lardeur chez Paul Bigo en 1994.
En 1996, elle participe au 50e anniversaire de l'École de Paris (1954-1975). Les commissaires d'exposition sont Henry Galy-Carles et Lydia Harambourg. Ils connaissent le travail de Denise Lioté, et lui ont consacré diverses critiques.
Henry Galy-Carles l'avait repérée dès ses débuts en 1964 (revue Aujourd'hui). Il a observé ses premiers changements, en 1972 (Les Lettres Françaises). 
Lydia Harambourg  la suit depuis 2006, alors qu'elle devient elle-même correspondante de l'Académie des beaux-arts de l'Institut de France dans la section Peinture. Denise Lioté exposait alors à la Galerie MBH, située à cette époque rue de l'Arbalète (Paris 5è). Lydia Harambourg l'évoquera ensuite dans La Gazette de l'Hôtel Drouot,  en 2008, lors de son exposition partagée avec Joan Pala, à la galerie Gimpel-Müller.

### Raffinement et continuité
Dans les années 2000, Denise Lioté poursuit son exploration de l’abstraction. Elle approfondit les thèmes qui lui sont chers : la lumière, l’espace, et une quête spirituelle. Ses toiles de cette période sont dans une palette souvent épurée, aux tons subtils – blancs, gris, bleus profonds ou ocres – toujours en glacis. Elle maîtrise cette technique, qui semble faire vibrer ou respirer ses oeuvres. 
Elle continue d’exposer dans des galeries parisiennes : la Galerie Mireille Batut d’Haussy, la Galerie Gimpel-Müller, ou d’autres.

### Fin de carrière et héritage

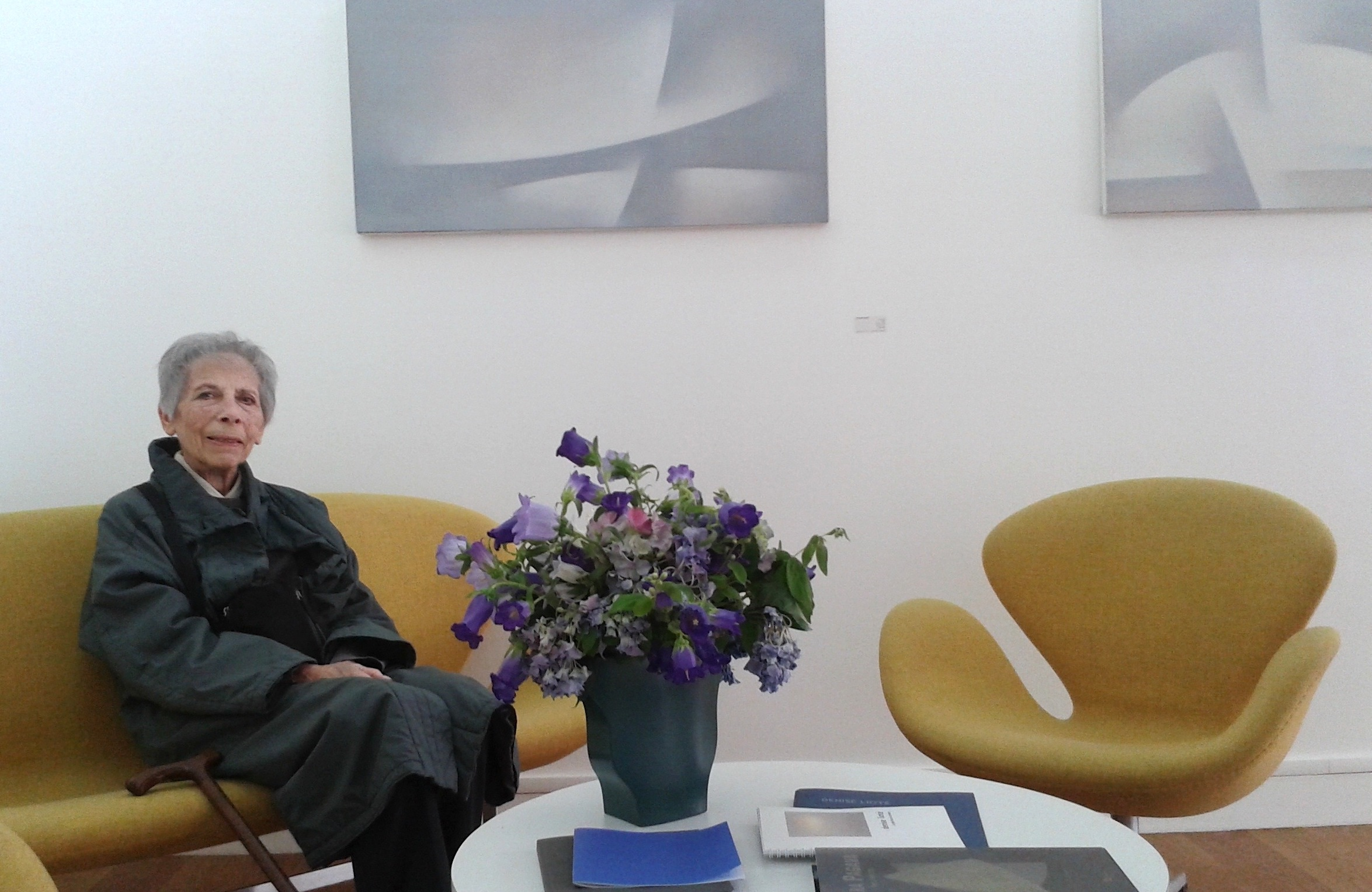
Denise Lioté - Galerie Gimpel-Müller - 2015

Les années 2000 marquent un ralentissement progressif de sa production. Ses dernières œuvres témoignent sérénité et maîtrise dans un ascétisme. 
Elle meurt en janvier 2018. Elle laisse un corpus artistique cohérent et personnel. Elle a trouvé son public : les amateurs d’une abstraction lyrique et introspective.

## Le vitrail, une facette méconnue
Dans les années 1950, la jeune artiste s'initie à l'art du vitrail dans les ateliers de Max Ingrand. Pendant une vingtaine d'années, en parallèle avec sa création picturale, elle produit différentes séries de vitraux à destination d'églises et de chapelles, en association avec le maître-verrier normand Victor Cot-Dézande, notamment à Gueutteville-les-Grès (76). 
Elle en parlera peu. Ces oeuvres témoignent de son évolution vers l'abstraction géométrique, comme le note, dès 1957, la revue Art Chrétien « Les artistes » p.44 - 1957. On les découvre grâce aux recherches de Martine Sautory, historienne et conférencière spécialisée en art sacré. 
Une exposition de quelques-uns des vitraux est prévue, en avril 2025, à la Galerie du Collectif du Printemps Des Arts, en Bretagne.

## Le gemmail, un art hors-normes
À la même période, Denise Lioté a participé au renouveau de l'art du gemmail dans l'atelier de Roland Malherbe, un art initié par Jean Crotti et son père Roger Malherbe-Navarre. Les tableaux sont constitués de verres colorés juxtaposés et/ou superposés, donnant épaisseur et relief à l'œuvre, pouvant aller jusqu'à cinq, voire sept centimètres d'épaisseur. La lumière traverse ces multiples couches de verre par l'arrière, et joue le rôle de révélateur, comme à travers un vitrail, mais sans usage du plomb. 
De mars à juin 1956, Denise Lioté fait partie des jeunes créateurs exposant au moins une œuvre aux côtés de celles signées par Braque et Picasso à la Galerie d'Art de la Lumière, à Paris. Cette exposition intitulée les Gemmaux de France rend hommage à Jean Crotti. L'année suivante, un grand chantier est lancé pour décorer les quais de la station de métro parisien Franklin D. Roosevelt (anciennement Marbeuf) avec ces gemmaux. Ils y resteront jusqu'à sa rénovation en 2007.

## Expositions

### Expositions collectives
- 1953 : Salon de l'Art Sacré (Paris) vitraux
- 1955 : Salon de l'Art Sacré (Paris) vitraux
- 1957 : Musée des Beaux-Arts (Rouen)
- 1959 : Galerie Bellechasse (Paris)
- 1961 : Groupe « Art Témoin » (Paris)
- 1965 : Galerie Georges Bongers (Paris)
- 1965 : Maison de la Culture (Le Havre)
- 1967 : Ateliers culturels (Nancy)
- 1970 : American Academy of Arts & Letters (New York)
- 1971 : Art Museum Cultural Center (New York)
- 1978 : Exposition « Dialogue UNESCO » (Paris)
- 1983 : Thérèse d'Avila, Musée du Luxembourg (Paris)
- 1985 : Galerie Olivier Nouvellet (Paris)
- 1987 : G. Lardeur, D.Lioté, V.Pagava et I.Zack c/o Renée Moineau (Paris)
- 1989 : Peintres de la Lumière, (Abbatiale de Bernay)
- 1993 : G. Lardeur et D.Lioté chez Paul Bigo
- 1993-94. Galerie Véronique Smagghe (Paris)
- 1996 . . . Ecole de Paris 1945-1975 UNESCO (Paris)
- 1997-98 : Galerie Hélène de Roquefeuil (Paris)
- 1999 : Galerie Olivier Nouvellet - (Paris) Carte blanche à G.Coppel
- 2005-06 : Galerie Guillaume (Paris)
- 2008 : Galerie Gimpel-Müller (Paris) avec Joan Palà[13].
- 2010 : Galerie Gimpel-Müller (Paris), Lumières en hiver, avec Krochka[14].
- 2011 : Fest.Juventus (Cambrai) Carte blanche à Eva-Maria Fruhtrunk
- 2011 : Galerie O. Nouvellet - (Paris) Carte blanche à Eva-Maria Fruhtrunk
- 2011 : Galerie Gimpel-Müller (Paris), Intérieur - Variations
- 2012 : Galerie Gimpel-Müller (Paris), Drawing Now - Noirs et blancs[15].
- 2015 : Galerie Gimpel-Müller (Paris), Quête de Lumière (Carte blanche)
- 2019 : Galerie Gimpel-Müller (Paris), Hommage à Denise Lioté
- 2023 : Galerie Gimpel-Müller (Paris), Abstractions au féminin[16].

### Expositions personnelles
- 1963 : Galerie Dumay (Paris)
- 1963 : La Madeleine (Bruxelles)
- 1966 : Galerie Dumay (Paris)
- 1972 : Galerie Christiane Colin (Paris)
- 1973 : Maison Française (New York University)
- 1974 : International House (Paris)
- 1976 : Galerie Christiane Colin (Paris)
- 1981 : Walter et Patricia Wells (Paris)
- 1983 : Galerie Darial (Paris)
- 1993-94 : Galerie d' Art de l'Hôtel Astra (Paris)
- 1999 : Maison Mansart (Paris)
- 2001 : Galerie Mireille Batut d'Haussy (Paris)
- 2004 : Galerie Mireille Batut d’Haussy (Paris)
- 2006 : Galerie Mireille Batut d’Haussy (Paris)
- 2009 : Galerie Mireille Batut d’Haussy (Dol de Bretagne)

### Autres lieux
- Salon des réalités nouvelles (Paris) - de 1987 à 2011
- aCross'16, Emergence - aux Confins du Sensible - Château de Plaisir (78) Exposition « Inframince » avec Jacques Pourcher[17].
- aCross'17, Mouvement - Pensée Expériences Modèles - C. Culturel Tchèque (Paris) Exposition « Les Affinités Silencieuses » avec Eve Gramatzki, Krochka

## Décès et conservation de l'œuvre
Denise Lioté meurt le 29 janvier 2018 à Paris. Ses cendres sont dispersées le 27 février 2018 au Cimetière du Père-Lachaise. Diverses parutions dans la presse sont à l'initiative de sa famille. L'association Denise Lioté & friends est créée pour préserver son œuvre, et pérenniser son nom.
Une première exposition en Bretagne a été organisée en 2019, à la Maison du Livre de Bécherel, en présence de l'écrivaine et essayiste québécoise Louise Warren. Elle a lu des extraits de ses textes dédiés à l'artiste. 
En avril 2025, une exposition célébrant les 100 ans de la naissance de Denise Lioté, est prévue en Bretagne, en collaboration avec le Collectif du Printemps des Arts de Bazouges-la-Pérouse. 
La création d'une galerie est envisagée.

## Revues - Presse
- Art Absolument - numéro spécial publié à l’occasion de l'exposition « L'Art au défi de l'espérance », du 17 janvier au 2 février 2013, à la mairie du VIe arrondissement de Paris[22].
- La Gazette de l'Hôtel Drouot - articles pour les expositions de 2004, 2006.
- Le Monde - rubrique « Le poète parle » par Jean-Marie Dunoyer - 29 mai 1976[23].